# Neue Straße 12 (Magdeburg)

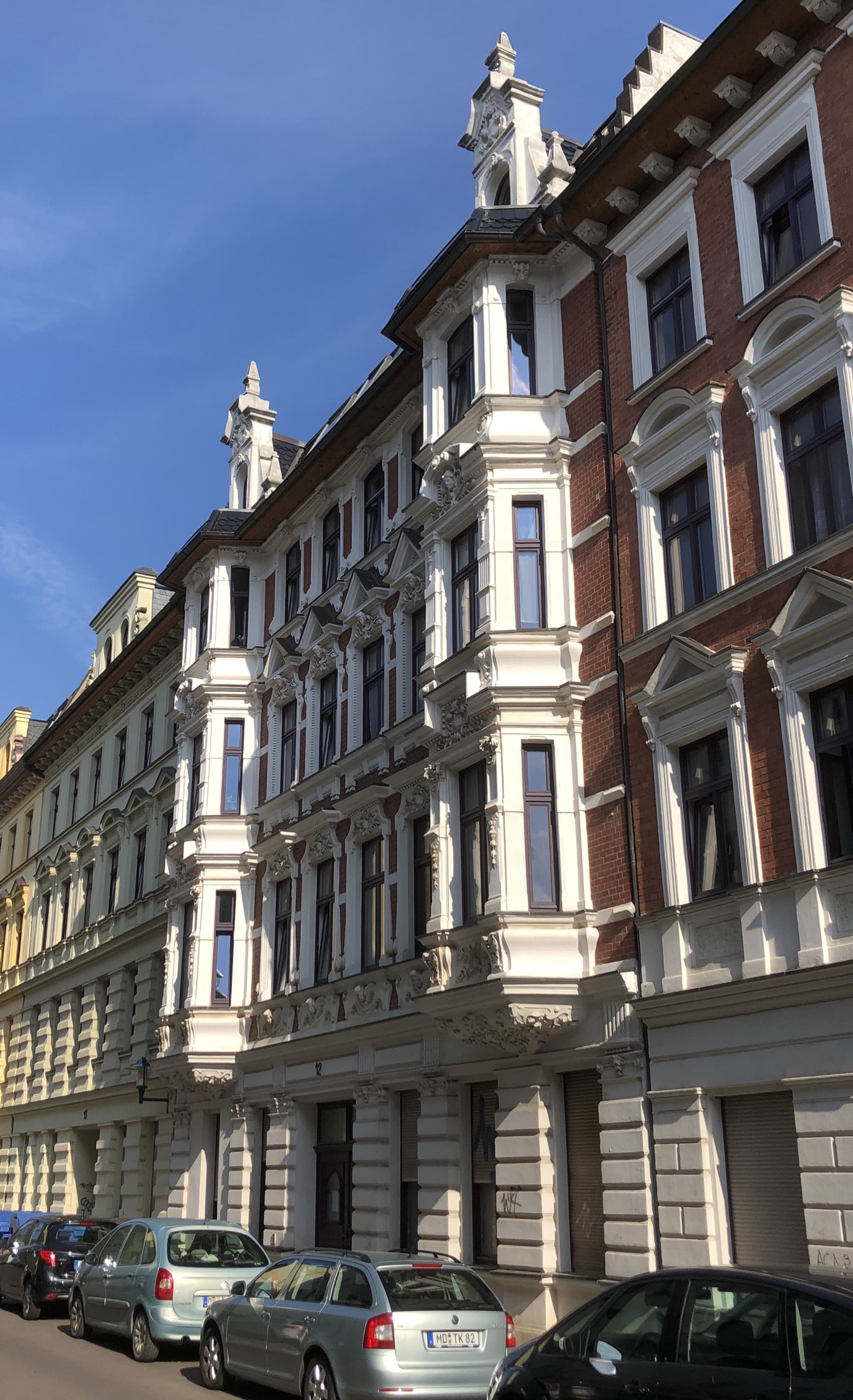
Wohnhaus Neue Straße 12

Das Gebäude Neue Straße 12 ist ein denkmalgeschütztes Wohnhaus in Magdeburg in Sachsen-Anhalt.

## Lage
Es befindet sich auf der Südseite der Neuen Straße im Magdeburger Stadtteil Buckau. Westlich grenzt das denkmalgeschützte Haus Neue Straße 11, östlich die Neue Straße 13, 13a an.

## Architektur und Geschichte
Das viergeschossige traufständige Gebäude entstand nach einem Entwurf des Architekten Joh. Aug. Bremer aus dem Jahr 1890 für den Maurermeister Friedr. Busch. Die sechsachsige Fassade ist üppig im Stil des Neobarocks verziert. Sie ist mit verputzten Flächen und roten Ziegeln gegliedert. Oberhalb der Fensteröffnungen des zweiten Obergeschosses finden sich Dreiecksgiebel als Fensterverdachungen. Vor den öberen Geschossen ist in den äußeren Achsen jeweils ein reich verzierter verputzter Erker vorgelagert. Oberhalb der Erker sind schmale Dachhäuser mit üppig verziertem Giebel angeordnet.  
Im örtlichen Denkmalverzeichnis ist das Wohnhaus unter der Erfassungsnummer 094 82618 als Baudenkmal verzeichnet.
Das Gebäude ist als Teil der erhaltenen gründerzeitlichen Straßenzeile prägend für das Straßenbild und gilt als Beispiel eines typischen Mietshauses der Bauzeit.